# Рупелов тъкач
Рупелов тъкач (Ploceus galbula) е вид птица от семейство Ploceidae.

## Разпространение
Видът е разпространен в Джибути, Еритрея, Етиопия, Йемен, Кения, Оман, Саудитска Арабия, Сомалия, Судан и Южен Судан.